# Randall Wallace
Randall Wallace,  né le 28 juillet 1949 à Jackson dans le Tennessee, est un écrivain, réalisateur et producteur américain.

## Biographie
Randall Wallace est diplômé en religion de l'université Duke, ceinture noire en karaté et diplômé de la E.C. Glass High School de Lynchburg, en Virginie.
Il a également écrit le livre de la Tsarina déposé en France le 24 septembre 2007.

## Filmographie

### Scénariste
- 1995 : Braveheart
- 1998 : L'Homme au masque de fer
- 2001 : Pearl Harbor
- 2002 : Nous étions soldats
- 2004 : La Passion du Christ
- 2016 : Tu ne tueras point

### Réalisateur
- 1998 : L'Homme au masque de fer
- 2002 : Nous étions soldats
- 2010 : Secretariat
- 2014 : Et si le ciel existait ?

## Jeux vidéo
- 2006 : Titan Quest